# James L. Brooks

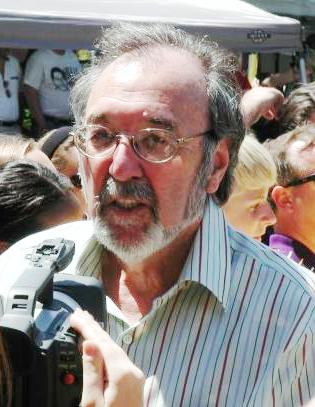
James L. Brooks (2007)

James Lawrence Brooks (* 9. Mai 1940 in North Bergen, New Jersey) ist ein US-amerikanischer Drehbuchautor, Filmproduzent, Filmregisseur und Schauspieler. Er wurde als Regisseur von Filmen wie Zeit der Zärtlichkeit und Besser geht’s nicht sowie als Mitschöpfer und Produzent von Serien wie Die Simpsons und Mary Tyler Moore berühmt. In seiner Karriere gewann er die wichtigsten Preise der US-Filmindustrie.

## Karriere
Nach einem abgebrochenen Studium an der New York University machte sich Brooks ab den 1960er-Jahren einen Namen im Showgeschäft, als er – oftmals in Zusammenarbeit mit Allan Burns – verschiedene Fernsehserien entwickelte. Besonders erfolgreich wurde ab 1970 die Mary Tyler Moore Show, aus der sich außerdem noch die Spin-offs Rhoda und Lou Grant entwickelten. Auch an weiteren Fernsehserien wie Room 22 und Taxi war er als Entwickler und Produzent beteiligt. Außerdem ist er einer der Väter der Simpsons und bis heute einer der Produzenten der Serie. Brooks war in den 1980er-Jahren wichtigster Förderer des damals noch unbekannten Matt Groening und setzte die Produktion der Zeichentrickserie gegen Widerstände durch.
Als Filmregisseur hat Brooks zwischen 1983 und 2010 sechs Kinofilme gedreht, häufig aus dem Bereich der Tragikomödie. Er kann auf acht Oscar-Nominierungen für Zeit der Zärtlichkeit, Nachrichtenfieber – Broadcast News, Jerry Maguire – Spiel des Lebens (wo er als Produzent fungierte) und Besser geht’s nicht zurückschauen. Für den erstgenannten Film erhielt er die Trophäe gleich drei Mal: als Produzent, als Regisseur und für das Drehbuch. Für Dezember 2025 ist die Veröffentlichung seines siebten Spielfilms, Ella McCay, angekündigt. Dessen Handlung ist im Jar 2008 angesiedelt.
Brooks war von 1964 bis 1972 mit Marianne Catherine Morrissey sowie von 1978 bis 1999 mit Holly Beth Holmberg verheiratet, beide Ehen wurden geschieden. Er ist Vater von vier Kindern.

## Filmografie (Auswahl)
Als Regisseur
- 1983: Zeit der Zärtlichkeit (Terms of Endearment) (auch Drehbuchautor und Produzent)
- 1987: Nachrichtenfieber – Broadcast News (Broadcast News) (auch Drehbuchautor und Produzent)
- 1994: Geht’s hier nach Hollywood? (I’ll Do Anything) (auch Drehbuchautor und Produzent)
- 1997: Besser geht’s nicht (As Good as It Gets)  (auch Drehbuchautor und Produzent)
- 2004: Spanglish (auch Drehbuchautor und Produzent)
- 2010: Woher weißt du, dass es Liebe ist? (How Do You Know) (auch Drehbuchautor und Produzent)

Als Produzent
- 1988: Big
- 1989: Der Rosenkrieg (The War of the Roses)
- seit 1989: Die Simpsons (The Simpsons, Zeichentrickserie)
- 1996: Jerry Maguire – Spiel des Lebens (Jerry Maguire)
- 2001: Unterwegs mit Jungs (Riding in Cars with Boys)
- 2007: Die Simpsons – Der Film (The Simpsons Movie) (auch Drehbuchautor)
- 2016: The Edge of Seventeen – Das Jahr der Entscheidung (The Edge of Seventeen)
- 2023: Are You There God? It’s Me, Margaret.